# Material Design

Una vista de los elementos que conforman el material design.

Material Design (nombre en código Quantum Paper) es un lenguaje de diseño desarrollado por Google en 2014. Ampliando las "tarjetas" que debutaron en Google Now , Material Design utiliza más diseños basados en cuadrículas, animaciones y transiciones receptivas, relleno y profundidad, efectos como luces y sombras. Google anunció Material Design el 25 de junio de 2014, en la conferencia Google I/O de 2014.
El objetivo principal de Material Design es la creación de un nuevo lenguaje visual que combine los principios del buen diseño con la innovación técnica y científica. El diseñador Matías Duarte explicó que, «a diferencia del papel real, nuestro material digital puede expandirse y reformarse de manera inteligente. El material tiene superficies y bordes físicos. Las costuras y las sombras brindan significado sobre lo que puedes tocar». Google afirma que su nuevo lenguaje de diseño se basa en papel y tinta, pero la implementación se lleva a cabo de manera avanzada.
En 2018, Google detalló una renovación del lenguaje, con un enfoque en brindar más flexibilidad a los diseñadores para crear «temas» personalizados con geometría, colores y tipografía variables. Google lanzó Material Theme Editor exclusivamente para la aplicación de diseño de macOS Sketch.

## Inspiración
Google previamente realizó diseños para cambiar las interfaces de sus aplicaciones para móviles. El proyecto fue llamado internamente como Hera. Más adelante fue renombrado como Quantum Paper. Para el diseño los desarrolladores se inspiraron en la tinta y el papel para crear este lenguaje de diseño.
Material se trata de un diseño más limpio, en el que predominan animaciones y transiciones de respuesta, el relleno y los efectos de profundidad tales como la iluminación y las sombras. El vicepresidente de diseño de Google, Matías Duarte, explicó que "a diferencia del papel, el diseño Material se puede ampliar y redimensionar de manera inteligente. Material Design tiene superficies físicas y bordes. Las escenas y sombras proporcionan significado sobre lo que se puede tocar y cómo se va a mover".

## Implementación
Material Design se extendería gradualmente a toda la gama de productos web y móviles de Google, brindando una experiencia consistente en todas las plataformas y aplicaciones. Google también ha lanzado interfaces de programación de aplicaciones (API) para que los desarrolladores externos incorporen el lenguaje de diseño en sus aplicaciones.
A partir de 2015 la mayoría de las aplicaciones móviles de Google para Android se había aplicado el nuevo lenguaje de diseño, incluyendo Gmail, YouTube, Google Drive, Google Docs, Sheets y Slides, Google Maps, Inbox, todas las aplicaciones de Google Play con la marca, y una más pequeña medida el navegador Chrome y Google Keep. El escritorio de una interfaz web de Google Drive, Docs, Sheets, diapositivas y la bandeja de entrada lo han incorporado también.
La implementación canónica de Material Design para las interfaces de usuario de aplicaciones Web se llama Polymer. Consiste en la biblioteca de Polymer, una corrección que proporciona una API de Componentes Web para los navegadores que no implementan el estándar de forma nativa, y un catálogo de elementos, incluida la "colección de elementos de papel" que cuenta con elementos visuales de Material Design. Google también ha creado un conjunto de iconos que lo acompaña con la licencia Apache 2.0.

## Actualizaciones
Después de la renovación de 2018, Google comenzó a rediseñar la mayoría de sus aplicaciones en una versión personalizada y adaptada de Material Design llamada Google Material Theme, also dubbed "Material Design 2", también denominada "Material Design 2" que enfatiza mucho los espacios en blanco, las esquinas redondeadas, iconos coloridos, barras de navegación inferiores y utiliza una versión condensada de tamaño especial de la fuente Product Sans patentada de Google llamada Google Sans.
En Google I/O en mayo de 2021, Google anunció un nuevo concepto en Android 12 conocido como "Material You" (también conocido como "Material Design 3"), que enfatiza una mayor animación, botones más grandes y la capacidad de una interfaz de usuario personalizada. temas que se generarán a partir del fondo de pantalla del usuario. Material You se implementó gradualmente en varias aplicaciones de Google en versiones anteriores de Android en los meses siguientes, y actuó como un foco importante en las series de teléfonos inteligentes Pixel 6 y Pixel 6 Pro.